# 심장판막
심장판막(heart valve)은 혈액이 심장의 방을 통해 한 방향으로 흐를 수 있도록 하는 단방향의 판막이다. 4개의 판막이 일반적으로 포유동물의 심장에 존재하며 함께 심장을 통한 혈류의 경로를 결정한다. 심장판막은 판막 양쪽의 혈압 차이에 따라 열리거나 닫힌다.
포유류 심장에는 4개의 판막이 존재한다. 좌심실의 승모판과 우심장의 삼첨판은 위쪽의 심방과 아래쪽의 심실을 분리하는 2개의 방실판막이다. 다른 2개의 판막은 심장에서 나가는 동맥의 입구에 있으며 반달판막이다. 대동맥판은 대동맥 시작 지점에 존재하는 판막이고 허파동맥판은 허파동맥 시작 지점의 판막이다.
심장에는 심장정맥동굴 판막과 아래대정맥 판막도 존재하지만 여기서는 다루지 않는다.

## 구조

심장판막의 구조

판막을 통한 혈액의 흐름

판막, 심방, 심실은 심장속막(심내막)으로 둘러싸여 있다. 판막은 심방을 심실과 나누거나 심실을 동맥과 분리한다. 심장판막은 심장골격의 섬유성 고리 주변에 존재한다. 판막은 첨판(leaflets, cusps)으로 구성되어 있다. 승모판은 두 개의 첨판으로 구성되어 있고 나머지 세 판막은 세 개의 첨판으로 구성되어 있다.
허파동맥판은 왼쪽, 오른쪽, 앞쪽 첨판으로 이루어져 있다. 대동맥판에는 왼쪽, 오른쪽, 뒤쪽 첨판이 있다. 삼첨판은 앞쪽, 뒤쪽, 사이막(septal) 첨판을 가지고 있다. 승모판에는 앞쪽과 뒤쪽 첨판만 존재한다.
사람 심장의 판막을 두 그룹으로 나눌 수 있다.
- 심실의 혈액이 심방으로 역류하는 것을 막는 두 개의 방실판막
  - 우심방과 우심실 사이의 삼첨판(오른방실판막)
  - 좌심방과 좌심실 사이의 승모판(이첨판)
- 동맥의 혈액이 심실로 역류하는 것을 막는 두 개의 반달판막
  - 우심실과 허파동맥 사이의 허파동맥판(폐동맥판)
  - 좌심실과 대동맥 사이의 대동맥판

| 판막       | 첨판의 수     | 위치                   | 혈액 역류 방지              |
| ---------- | ------------- | ---------------------- | --------------------------- |
| 방실판막   | 3 또는 2      |                        | 심실에서 심방으로 역류 방지 |
| 삼첨판     | 3             | 우심방과 우심실 사이   |                             |
| 승모판     | 2             | 좌심방과 좌심실 사이   |                             |
| 반달판막   | 3 (반달 모양) |                        | 심실로의 역류 방지          |
| 허파동맥판 | 3 (반달 모양) | 우심실과 허파동맥 사이 |                             |
| 대동맥판   | 3 (반달 모양) | 좌심실과 대동맥 사이   |                             |

### 방실판막

심장 꼭대기(심첨부)에서 본 심초음파 3D loop. 심실의 꼭대기 부분은 제거되어 승모판이 잘 보이게 되었다. 데이터가 부족해 삼첨판과 대동맥판의 첨판은 잘 보이지 않지만 출구는 보인다. 허파동맥판은 보이지 않는다. 왼쪽에는 두 개의 표준 2D 그림이 있다. 삼첨판, 승모판(위쪽)과 대동맥판(아래쪽)이 보인다.

승모판과 삼첨판은 심방과 심실 사이에 존재하며 수축기 동안 심실의 혈액이 심방으로 역류하는 것을 막는다. 방실판막(atrioventricular valve, 심방심실판막, 방실판)은 힘줄끈을 통해 심실 벽에 고정되어 뒤집어지는 것을 방지한다.
힘줄끈은 꼭지근에 붙어 있어 판막을 고정하는 장력을 만든다. 또한 꼭지근과 힘줄끈은 판막이 닫힐 때 심방으로 탈출(prolapse)하는 것을 방지한다. 이들은 판막 양쪽의 압력차를 통해 판막이 열고 닫히는 과정 자체에는 효과가 없다. 그렇지만 힘줄끈은 첨판의 가장자리에 붙어 수축기 때 가해지는 압력을 분산시킨다.
방실판막이 닫히는 소리는 '럽'(lub)으로 들리는 제1심음(S1)이다. 반달판막이 닫히는 소리는 '덥'(dub)으로 들리는 제2심음(S2)이다.
승모판은 두 개의 첨판을 가지기 때문에 이첨판(bicuspid valve)으로도 불린다. 승모판(mitral valve)의 이름은 주교의 모자인 주교관(mitre)과 닮은 데에서 유래했다. 승모판은 심장의 왼쪽에 위치하며 혈액이 좌심방에서 좌심실로 정상적으로 흐르도록 한다.
이완기 동안 정상적으로 기능하는 승모판은 좌심방에 혈액이 차면서(전부하) 압력이 올라가면 열린다. 좌심방압이 좌심실압보다 높아지면 승모판이 열린다. 이완기는 심방이 수축되면서 좌심방에 차오른 혈액의 30%를 좌심실로 구출하면 끝난다. 이 혈액량은 이완기말용적(EDV)이라고 하며 승모판은 심방수축이 끝나면 혈액 역류를 막기 위해 닫힌다.
삼첨판은 세 개의 첨판을 가지고 있으며 심장의 오른쪽에 위치한다. 우심방과 우심실 사이에 있으며 둘 사이에서 혈액이 역류하는 것을 방지한다.

### 반달판막
대동맥판과 허파동맥판은 대동맥과 허파동맥의 시작 지점에 위치한다. 이들은 반달판막(semilunar valve, 반월판)으로도 불린다. 대동맥과 허파동맥은 심실로부터 혈액을 받는다. 각각의 반달판막은 심실에서 동맥으로 혈액이 흐를 수 있도록 하며 반대 방향으로는 역류하지 못하도록 막는다. 이 판막은 힘줄끈을 가지지 않으며 방실판막보다는 정맥의 판막과 비슷하다. 반달판막이 닫힐 때 제2심음이 들린다.
세 개의 첨판으로 이루어진 대동맥판은 좌심실과 대동맥 사이에 놓여 있다. 심실 수축기 동안 좌심실의 압력이 올라가며 대동맥 압력보다 높아지면 대동맥판이 열려 좌심실에서 대동맥으로 혈액이 나갈 수 있게 된다. 심실 수축기가 끝나면 좌심실 압력은 빠르게 떨어져 대동맥 압력으로 인해 대동맥판이 닫힌다. 대동맥 판이 닫히면 제2심음의 A2 부분을 형성한다.
폐동맥판은 세 개의 첨판을 가지고 있으며 우심실과 허파동맥 사이에 놓여 있다. 대동맥판과 비슷하게 허파동맥판은 심실 수축기에, 정확히는 우심실 압력이 허파동맥 압력보다 높아질 때 열린다. 심실 수축기 끝에 우심실 압력이 급격히 떨어질 때 허파동맥 압력으로 인해 허파동맥판이 닫힌다. 허파동맥이 닫히면 제2심음의 P2 부분 형성에 기여한다. 오른쪽 심장은 압력이 낮아 제2심음의 P2는 A2보다 더 부드럽게 들린다. 그러나 일부 젊은 사람에서 들숨 동안 A2와 P2가 분리되어 들리는 건 생리적으로 정상이다.

### 발달
심장이 발달하는 동안 심방과 심실 사이의 두 방실판막은 방실관 양쪽에서 발달한다. 심실 바닥이 위쪽으로 뻗어나가면 방실관이 심실안으로 함입되게 만든다. 함입된 가장자리는 방실판막의 가쪽 첨판의 기초를 형성한다. 방실판막의 안쪽과 사이막 첨판은 중간사이막(septum intermedium)이 아래쪽으로 뻗어나가며 발달한다.
두 반달판막(대동맥판과 허파동맥판)은 동맥줄기의 심장 쪽 끝에서 두꺼워진 네 부분에서 형성된다. 이 두꺼워진 부분들은 심장속막융기(endocardial cushion)라고 한다. 동맥줄기는 배아 줄기에서 나오는 하나의 유출로이며 나중에 나누어져 오름대동맥과 허파동맥이 된다. 나누어지기 전에 네 개의 두꺼워진 부분이 만들어진다. 두꺼워진 부분은 앞쪽, 뒤쪽, 두 개의 가쪽 부분이 있다. 이후 오름대동맥과 허파동맥이 될 부분 사이에 사이막이 만들어진다. 사이막이 형성되면 가쪽의 두 두꺼워진 부분들은 나누어져 오름대동맥과 허파동맥은 각각 세 개의 두꺼워진 부분(앞쪽, 뒤쪽, 그리고 두 개의 가쪽 두꺼워진 부분을 절반씩 가진 결과)을 가지게 된다. 이 세 두꺼워진 부분은 반달판막의 세 개의 첨판의 기원이다. 판막은 9주에 고유한 구조로 나타난다. 판막이 성숙하면 바깥의 혈관처럼 나선형으로 약간 회전하며 심장에 가까운 쪽으로 약간 움직인다.

## 생리학
일반적으로 심장판막의 움직임은 나비에-스토크스 방정식을 이용하여 알아낸다. 경계 조건으로 혈압, 심낭액, 외부 부하 등을 조건으로 사용한다.
심장판막의 움직임은 좌심실과 우심실에서 각각 대동맥과 허파동맥으로 구출하는 혈액의 혈류역학을 밝히는 데에 나비에-스토크스 방정식의 경계 조건으로 사용된다.

심장주기 동안 일어나는 다양한 일들을 보여주는 위거스 다이어그램. 대동맥판과 승모판의 열고 닫힘은 압력 곡선에 표시되어 있다.

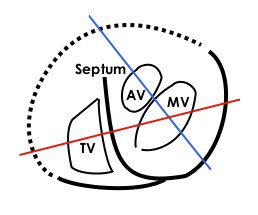
위의 심초음파에 대한 설명. MV: 승모판, TV: 삼첨판, AV: 대동맥판, Septum: 심실사이막. 실선은 심초음파에서 보이는 사이막과 심장벽을, 점선은 우심실 벽이 있어야 하는 곳을 표시하고 있다. 빨간색 선은 3D-loop를 횡단하는 심초음파에서 왼쪽 위 loop를, 파란색 선은 아래쪽 loop를 나타낸다.

열려 있는 판막에서 압력과 혈류 사이의 관계
열려 있는 판막 사이에서 압력 감소량 {\displaystyle {\Delta }p}는 판막을 통하는 혈류량 Q와 다음과 같은 식을 통해 관련되어 있다.
{\displaystyle a{{\partial }Q \over {\partial }t}+bQ^{2}={\Delta }p}
이 식은 다음과 같은 조건을 전제로 한다.
- 유입되는 에너지 보존
- 첨판 뒤에 혈액이 고이는 부위가 존재Stagnant region behind leaflets
- 나가는 혈액의 운동량 보존Outflow momentum conserved
- 납작한 속도 분포

단자유도계에서 판막
대개 대동맥판과 승모판은 단자유도계와 함께 연구된다. 이 관계는 판막을 단자유도계 구조라고 생각하는 아이디어와 오일러 방정식에 기반을 두고 있다.
이 경우 대동맥판에서의 방정식은 다음과 같다.
{\displaystyle {\rho }\left({{\partial }u \over {\partial }t}+{u{\partial }u \over {\partial }x}\right)+{{\partial }p \over {\partial }x}=0}
{\displaystyle {{\partial }A \over {\partial }t}+{{\partial } \over {\partial }x}(Au)=0}
{\displaystyle A(x,t)=A_{0}\left(1-[1-{\Lambda }(t)]{x \over {L}}\right)^{2}}
{\displaystyle \int _{0}^{L}p(x,t){{\partial }A \over {\partial }x}\,dx=[A_{0}-A(L,t)]\,p(L,t)}
각 문자의 의미는 다음과 같다.
u = 축류속도
p = 압력
A = 판막의 단면적
L = 판막의 축 방향 길이
{\displaystyle \Lambda ^{2}(t)={A(L,t) \over A_{0}}}일 때
Λ(t) = 단자유도계

## 임상적 중요성
심장판막증은 판막의 기능 이상을 가리키는 일반적인 용어이다. 주로 두 가지 형태로 나누어지는데, 첫 번째 형태는 역류(regurgitation, 또는 insufficiency, incompetence)로 기능이 정상이 아닌 판막이 혈류가 잘못된 방향으로 흐르는 것을 막지 못하는 상황이다. 두 번째는 협착(stenosis)으로 판막이 좁아진 상황이다.
역류는 판막의 폐쇄부전이나 기능 이상으로 인해 혈액이 잘못된 방향으로 흐르면서 발생한다. 역류는 대동맥판역류, 승모판역류, 허파동맥판역류, 삼첨판역류 등 모든 판막에서 발생할 수 있다. 다른 심장판막증은 협착으로 판막이 좁아지는 것이다. 마찬가지로 대동맥판협착, 승모판협착, 삼첨판협착, 허파동맥판협착 등 모든 판막이 협착될 수 있다. 승모판의 협착은 류마티스열의 흔한 합병증이다. 판막의 염증은 감염성 심내막염에 의해 발생할 수 있으며 주로 세균 감염이 원인이지만 가끔 다른 생명체에 의해 발생할 수도 있다. 세균은 손상된 판막에 더 쉽게 부착된다. 염증 반응을 일으키지 않는 또 다른 유형의 심내막염은 비세균성 혈전 심내막염이다. 이 질환은 이전에 손상되지 않은 판막에서 주로 발견된다. 주된 심장판막증은 판막에 점액변성이라는 결합조직의 약화가 발생하는 승모판탈출증이다. 두꺼워진 승모판의 첨판은 수축기 동안 좌심방 쪽으로 잘못 이동한다.
심장판막증은 대동맥판역류처럼 선천성일 수도 있고 감염성 심내막염과 같이 후천적일 수도 있다. 여러 서로 다른 형태의 심장판막증이 심혈관질환, 결합조직질환, 고혈압과 연관되어 있다. 병의 증상은 손상된 판막, 병의 유형과 중증도에 따라서 달라진다. 예를 들어 대동맥판에 발생하는 대동맥판협착이나 대동맥판역류 같은 심장판막증의 경우 호흡곤란을 유발할 수 있다. 반면 삼첨판의 판막증은 간의 기능 이상이나 황달로 이어질 수 있다. 심장판막증이 감염성 심내막염 같이 감염에 의해 발생한 경우 환자가 발열 증상을 보이며 몇몇 특이한 증상을 보일 수 있다. 감염에 의한 심장판막증의 특이한 증상으로는 손발톱의 손발톱선상출혈, 제인웨이병변, 오슬러결절, 로스반점 등이 있다. 심장판막증의 합병증 중 특히 주의해야 하는 것은 혈액의 난류로 인한 혈전 생성과 심부전이다.
심장판막증은 초음파의 일종인 심초음파를 통해 진단할 수 있다. 손상되고 결함이 있는 판막은 판막성형술을 통해 판막을 그대로 둔 채로 고쳐 쓰거나 인공심장판막으로 판막치환술을 시행할 수 있다. 감염성 원인인 경우 항생제가 필요할 수도 있다.

### 선천성 심장병
가장 흔한 판막 기형은 선천성 심장병(CHD)의 일종인 이첨대동맥판이다. 이첨대동맥판은 배아 발생 동안 두 첨판이 융합되어 정상적인 세 첨판을 가지는 대동맥판 대신 두 개의 첨판만을 가지게 되는 상태이다. 이 상태는 석회화 대동맥판협착이 발생하기 전까지 종종 진단되지 않는다.
덜 흔한 CHD로는 삼첨판폐쇄, 허파동맥판폐쇄, 엡스타인 기형이 있다. 삼첨판폐쇄는 삼첨판이 전혀 생성되지 않아 우심실이 제대로 발달되지 못하거나 아예 생기지 않기도 한다. 허파동맥판폐쇄는 허파동맥판이 완전히 닫히는 기형이다. 엡스타인 기형은 삼첨판의 사이막 첨판이 제 위치에 있지 않아 심방이 정상보다 커지고 심실은 반대로 작아지는 기형이다.

## 같이 보기
- 판막
- 인공심장판막

## 참고 문헌
이 문서는 현재 퍼블릭 도메인에 속하는 그레이 해부학 제20판(1918) 의 내용을 기초로 작성된 글이 포함되어 있습니다.